# Phlebotomus ariasi
Phlebotomus ariasi ist eine Schmetterlingsmücke innerhalb der Unterfamilie der Sandmücken (Phlebotominae).

## Merkmale
Die Mücken haben eine Körperlänge von 1,8 bis 2,5 Millimetern (Männchen) bzw. 2 bis 3 Millimetern (Weibchen). Ihr Körper ist gelblich-grau gefärbt und hat einen rötlichbraunen Thorax. Der Körper ist gleichmäßig behaart, am Hinterleib sitzen auf jedem Segment am Hinterrand aufrecht abstehende Haare. Die Art kann mit Phlebotomus papatasi und Phlebotomus sergenti verwechselt werden. 

## Lebensweise und Verbreitung
Die Tiere kommen lokal in den Pyrenäen und im Nordwesten Afrikas vor. Die Larven entwickeln sich an dunklen, feuchten und warmen Orten, an denen organische Abfälle zur Verfügung stehen. Die Weibchen saugen Blut und stechen den Menschen vor allem an den Knöcheln und Handgelenken. Sie übertragen Viren, die das Drei-Tage-Fieber und Phlebotomusfieber verursachen sowie Leishmanien (Leishmania). 

## Belege